# Servizio Informazioni Volo Aeroportuale

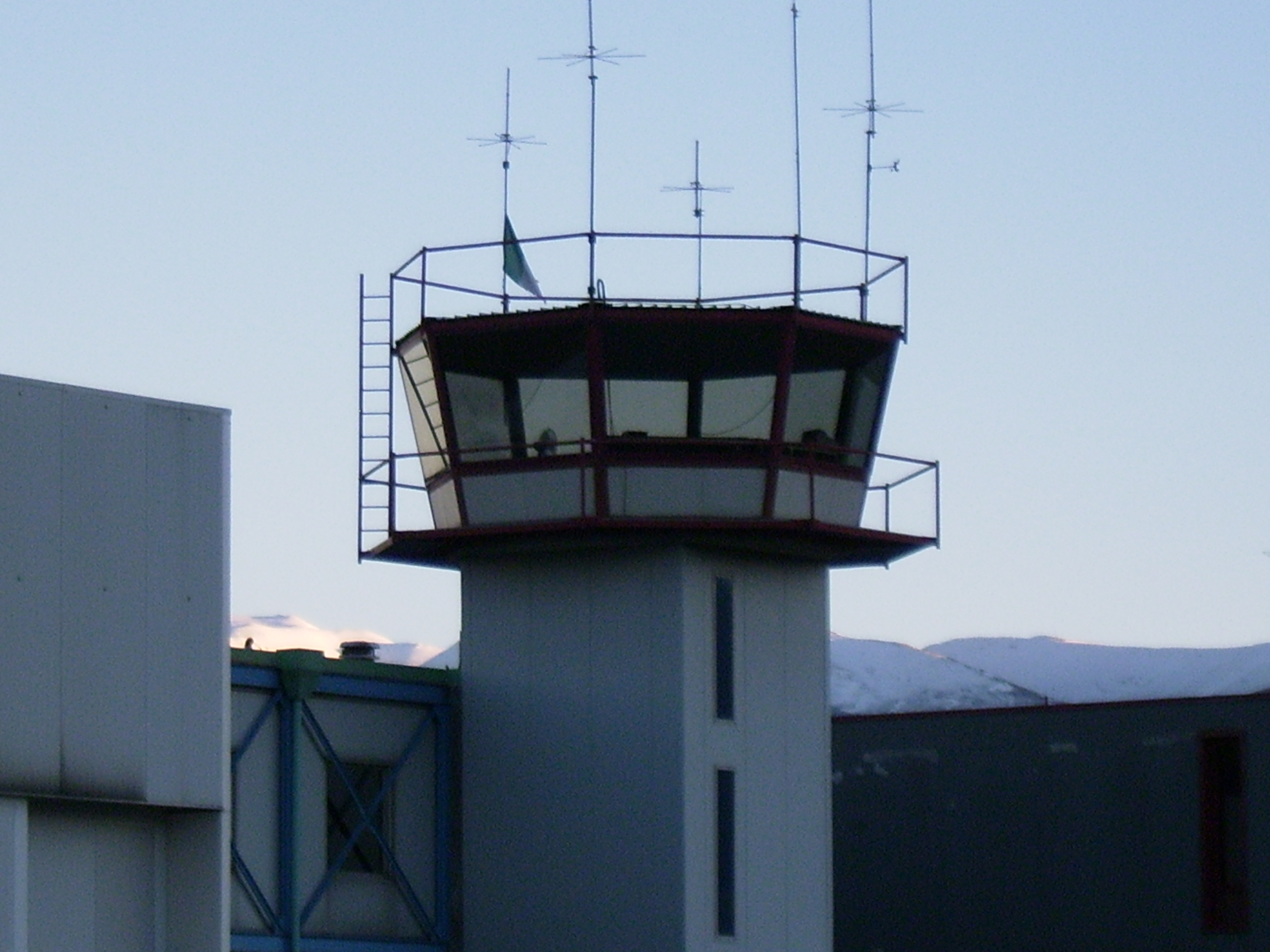
La torre AFIU presso l'Aeroporto dell'Aquila-Preturo.

Il Servizio Informazioni Volo Aeroportuale, in lingua inglese Aerodrome Flight Information Service, abbreviato in AFIS, è una particolare modalità di erogazione del Servizio Informazioni Volo con lo scopo di fornire, presso alcuni aerodromi non controllati, informazioni utili per una sicura ed efficiente condotta dei voli.

## Caratteristiche
L'AFIS è fornito da un ente informazioni volo aeroportuale (in lingua inglese AFIS Unit), normalmente ubicato in una struttura analoga ad una torre di controllo posizionata presso l'aeroporto stesso. Da tale  struttura apposito personale eroga il Servizio Informazioni Volo e il servizio di allarme al traffico d'aerodromo che opera all'interno di una zona di traffico di aeroporto che in tali circostanze assume più propriamente il nome di zona informazioni volo (in inglese Flight Information Zone, abbreviato in FIZ). La particolarità del servizio sta nel fatto che le comunicazioni date ai piloti non sono autorizzazioni e istruzioni vincolanti per questi ultimi, come invece accade nel caso di una torre di controllo ma semplici informazioni sul traffico presente nella zona. Spetta perciò ai piloti la decisione sull'azione da intraprendere, sempre in conformità alle regole dell'aria.
Un ente AFIS dovrebbe, per quanto possibile, essere equipaggiato con gli stessi apparati e ausili previsti per una torre di controllo. Al fine di consentire all'utenza di identificare con immediatezza la tipologia dei servizi erogati dall'AFIS, il nominativo radio dell'ente è Aerodrome information preceduto dal nome dell'aerodromo. Tale accorgimento fraseologico consente di evitare confusione con enti ubicati sul medesimo aerodromo che in orari differenti o in differenti periodi stagionali erogano attraverso una torre di controllo di aerodromo il servizio di controllo del traffico aereo e che sono invece identificati con il nominativo radio Tower preceduto dal nome dell'aerodromo. Ogni qual volta appaia evidente che il pilota abbia equivocato il carattere puramente informativo del servizio erogato, l'Operatore AFIS deve immediatamente intervenire per fugare ogni dubbio, trasmettendo il seguente messaggio all'aeromobile interessato: AERODROME CONTROL SERVICE NOT REPEAT NOT PROVIDED.

## Compiti del servizio AFIS
Il servizio AFIS ha il compito di fornire le seguenti informazioni:
- condizione dell'aeroporto, quali lavori sull'area di manovra, zone accidentate della pista e delle vie di rullaggio e presenza di neve, ghiaccio e fango su pista e vie di rullaggio;[2]
- condizioni meteorologiche locali inclusi dati di pressione (QNH), direzione ed intensità del vento, visibilità, temperatura, copertura nuvolosa;[2]
- informazioni di traffico locale inclusi i movimenti di persone e veicoli sull'area di manovra;
- pista preferenziale per atterraggio e decollo.[3][2]
- il rilancio di autorizzazioni o messaggi diretti agli aeromobili e provenienti da altri enti dei servizi del traffico aereo adiacenti;[2]
- informazioni circa l'eventuale inefficienza di radioassistenze, Approach Lighting Systems e aiuti visivi alla navigazione.[2]

Il Servizio di allarme del traffico aereo viene erogato con le modalità e procedure standard previste dall'ICAO.